# Pavia (provincie)
Pavia is een van de twaalf provincies in de Italiaanse regio Lombardije. De hoofdstad is de stad Pavia. De officiële afkorting is PV.
De provincie telt 381.000 inwoners op een oppervlakte van 2465 km². Ze omvat een deel van de Povlakte tussen de stad Milaan in het noorden en de rivier de Po in het zuiden. Ook de Ticino, een zijrivier van de Po, stroomt door de provincie. Behalve de stad Pavia zijn Voghera, Vigevano en Mortara belangrijke plaatsten.
Pavia is de meest zuidwestelijke provincie van Lombardije en grenst aan de provincies Milaan, Lodi, Piacenza, Alessandria, Vercelli en Novara.